# Guayaquila tenuicornis
Guayaquila tenuicornis är en insektsart som beskrevs av Walker. Guayaquila tenuicornis ingår i släktet Guayaquila och familjen hornstritar. Inga underarter finns listade i Catalogue of Life.